# Acalle
Acalle is een geslacht van sponsdieren uit de klasse van de Demospongiae (gewone sponzen).

## Soort
- Acalle recurvata (Bowerbank, 1863)